# 田村健亮
田村 健亮（たむら けんすけ、5月11日 - ）は、日本の男性声優。アーツビジョン所属。山口県出身。

## 略歴
劇団櫂、日本ナレーション演技研究所を経て、アーツビジョン所属となった。

## 人物
方言は山口弁、関西弁。

## 出演

### テレビアニメ
時期不詳
- しましまとらのしまじろう

2001年
- 格闘料理伝説ビストロレシピ（ニクダーン、ニクまん、ホッドッカー、トロピカーラ 他）

2006年
- いぬかみっ!（男B）
- 009-1（スリ）

2007年
- げんしけん2（面接官A）

2008年
- ぷるるんっ!しずくちゃん あはっ☆（町の住人）

2009年
- 東のエデン（ジョニークリーチャー）

2011年
- しまじろう ヘソカ

2012年
- 薄桜鬼 黎明録（新見錦）
- ぴっちぴち♪しずくちゃん（イカオ君〈イカンガー星人〉）

2013年
- ローゼンメイデン（新アニメ）（梅岡）

2014年
- いなり、こんこん、恋いろは。（体育教師）

2015年
- カードファイト!! ヴァンガードG ギアースクライシス編（アナウンサー）
- ドラえもん（テレビ朝日版第2期）（2015年 - 2021年、中学生、TVアナウンサー、店員B、芸人A、殿 他）
- ふうせんいぬティニー（コウモリ）

2016年
- 坂本ですが?（国語教師）
- はんだくん（キャロライン）
- 名探偵コナン（2016年 - 2022年、男性店員、門倉震矢）

2017年
- TSUKIPRO THE ANIMATION（カメラマン、司会者）

2018年
- ちおちゃんの通学路（サラリーマン、おじさん）
- 忍たま乱太郎（2018年 - 2022年、忍者 兄、忍者）

2025年
- クレヨンしんちゃん（司会者）

### 劇場アニメ
- ストレンヂア 無皇刃譚（2007年）
- クレヨンしんちゃん オラの引越し物語 サボテン大襲撃（2015年、イケガミーノ）

### OVA
- switch（2008年、構成員）

### ゲーム
2006年
- みんなのテニス

2008年
- プリニー 〜オレが主人公でイイんスか?〜（ダースモーブー、スイーツ男爵）

2009年
- ファイナルファンタジーXIII（コクーン市民）

2010年
- 薄桜鬼 黎明録（新見錦）
- プリニー2 〜特攻遊戯! 暁のパンツ大作戦ッス!!〜

2011年
- INSTANT BRAIN（蛇ノ目ジュン）
- 薄桜鬼 黎明録 ポータブル（新見錦）

2012年
- 薄桜鬼 黎明録 DS（新見錦）
- 薄桜鬼 黎明録 名残り草（新見錦）

2015年
- ブラッドボーン（やつしのシモン）

2020年
- 龍が如く7 光と闇の行方

2023年
- ゼルダの伝説 ティアーズ オブ ザ キングダム

2024年
- 龍が如く8

2025年
- 龍が如く8外伝 Pirates in Hawaii

### ラジオドラマ
- VOMIC
  - 霊能力者 小田霧響子の嘘（オグラ）

### 吹き替え

#### 映画
- 愛するときに話すこと
- アナコンダ3
- アローン・イン・ザ・ダークII
- Winner Takes All ウイナー・テイクス・オール（トミー）
- エイリアンX
- エージェント・ゾーハン
- 案山子男/オン・ザ・ビーチ
- クリティカル・リポート（レイモンド）
- 公共の敵2 あらたなる闘い（チョ・インス検事）
- コッポラの胡蝶の夢（ちょびヒゲ医）
- (500)日のサマー（マッケンジー）
- 三国志 リョフとチョウセン
- ジャン＝クロード・ヴァン・ダム ザ・コマンダー
- ダーウィン・アワード
- ディープ・アンダーカバー（ブライアン・マーク〈ジョン・クライヤー〉）
- デス・バレー 〜ブラッディ・ビルの復讐〜（ダレル）
- テラビシアにかける橋（ケニー）
- ドクター・ドリトル2
- トリプルX（ブロディ）
- トルネード 〜巨大竜巻発生〜
- バーサス・プレイヤズ（レーテッドX）
- 裸足のギボン（チェ村長）
- パニッシャー: ウォー・ゾーン
- ビッグホワイト（スペルマン）
- 100年後...（カールトン）
- ピンクパンサー2
- ヘザー・グラハム in おいしいオトコの作り方
- モーテル2（ダナー）
- レイダース/失われたアーク《聖櫃》 ※WOWOW版
- レッド・ウォーター/サメ地獄（アール）

#### ドラマ
- MI-5 英国機密諜報部
- グッド・ワイフ2
- 五星大飯店〜Five Star Hotel〜（広報部長）
- CSI:ニューヨーク
- 自由へのトンネル（トーマス）
- 新・上海グランド（秘書）
- ディフェンダーズ 闘う弁護士
- デスパレートな妻たち
- ドレイク&ジョシュ
- 4400 未知からの生還者
- ミス・マープル3 
  - バートラム・ホテルにて
  - 無実はさいなむ

#### テレビ番組
- プロジェクト・ランウェイ（スティーブ）

#### アニメ
- スター・ウォーズ/クローン・ウォーズ（トイダリアン）
- なんだかんだワンダー（ピーパーズ隊長）
- バンザイ! キング・ジュリアン（ホースト）

### 特撮
- スーパー戦隊シリーズ
  - 海賊戦隊ゴーカイジャー（2011年、下士官スゴーミンの声）
  - 特命戦隊ゴーバスターズ（2012年、デンシャロイドの声）
  - 快盗戦隊ルパンレンジャーVS警察戦隊パトレンジャー（2018年、ヤドガー・ゴーホムの声[5]）

### オーディオブック
- きいろいゾウ（2020年、アレチ）
- 世界観をつくる 「感性×知性」の仕事術（2020年、朗読）

### ナレーション
- GEO
- 暴力団対策ビデオ：栄光へのスクラム（VP-NR）

### テレビドラマ
- 駅前タクシー湯けむり事件案内2

### テレビ番組
- チェルノブイリ原発事故
- みうらじゅんのザ・チープ（衛星劇場 2024年5月 - ）

### 舞台
- あなぐら
- インシデンタルキット
- 楽屋グリーンルーム
- キャンドルは燃えているか

### その他コンテンツ
- au携帯サイト「千夜奇譚」